# Luisierella barbula
Luisierella barbula är en bladmossart som beskrevs av Steere 1945. Luisierella barbula ingår i släktet Luisierella och familjen Pottiaceae. Inga underarter finns listade i Catalogue of Life.